# Sanderson
Sanderson é uma Região censo-designada localizada no estado norte-americano de Texas, no Condado de Terrell.

## Demografia
Segundo o censo norte-americano de 2000, a sua população era de 861 habitantes.

## Geografia
De acordo com o United States Census Bureau tem uma área de
10,8 km², dos quais 10,8 km² cobertos por terra e 0,0 km² cobertos por água. Sanderson localiza-se a aproximadamente 850 m acima do nível do mar.

## Localidades na vizinhança
O diagrama seguinte representa as localidades num raio de 100 km ao redor de Sanderson.